# Merlí i Excalibur
Merlí i Excalibur (títol original: Merlin and the Sword) és un telefilm de 1985 basat en la llegenda del Rei Artús. Va ser estrenat en alguns llocs com Arthur the King. Ha estat doblada al català.

## Argument
La dona del rei Arthur és segrestada per la seva germana Morgana. Lancelot és enviat per recuperar la reina perduda i acaba caient enamorat d'ella.

## Repartiment
- Malcolm McDowell: Rei Artús
- Candice Bergen:Morgana
- Edward Woodward: Merlí
- Dyan Cannon: Katherine
- Joseph Blatchley: Mordred
- Rupert Everett: Lancelot
- Rosalyn Landor: Reina Ginebra
- Liam Neeson: Grak
- Patrick Ryecart: Gawain

## Història
La primera emissió va ser en les Filipines el 5 de gener de 1985, després als EUA el 26 d'abril de 1985.